# Історико-педагогічний альманах
Історико-педагогічний альманах — журнал присвячений історико-педагогічній проблематиці.
Наказом Міністерства освіти і науки України від 6 березня 2015 року № 261 альманах внесено до Переліку фахових видань України (до цього моменту видання було внесено до переліку ВАК України постановою Президії ВАК України № 1 2010 р.).

## Історія та опис
Заснований у 2004 році Національною академією педагогічних наук України та Уманським державним педагогічним університетом імені Павла Тичини.
Виходив двічі на рік у місті Умань, наклад — 300 примірників. Публікували матеріали українською і російською, а також польською та англійською. 
Висвітлював розвиток освітніх закладів і педагогічних ідей, публікував статті про формальну, неформальну й альтернативну освіту в навчальних закладах різних країн, а також архівні матеріали.
Головний редактор — Сухомлинська Ольга Василівна (2004—2020).
Основною цільовою аудиторією були провідні вчені, професори, доктори та кандидати наук, доценти, докторанти, аспіранти, наукові співробітники тощо.
Рубрики: «Історія педагогічної думки», «Історія розвитку освіти», «Педагогічні персоналії», «Педагогічне краєзнавство», «Першоджерела», «Бібліографія».
Видання припинено у 2020 році.